# 云接寺塔
41°32′03″N 120°30′20″E / 41.53417°N 120.50556°E
云接寺塔位于中国辽宁省朝阳市双塔区凤凰山云接寺西侧，原称摩云塔，又称中峰塔，2006年被列为第六批全国重点文物保护单位。
云接寺塔建于辽代，平面四方形，十三级实心密檐式砖塔，高约37米，分台座、须弥座、塔身、密檐及塔刹。塔身浮雕佛、菩萨、飞天等。